# Assabu
Assabu (japanska: 厚沢部町?, Assabu-chō) är en landskommun (köping) i Hokkaido prefektur i Japan.  